# Franz-von-Assisi-Kirche (Aleppo)

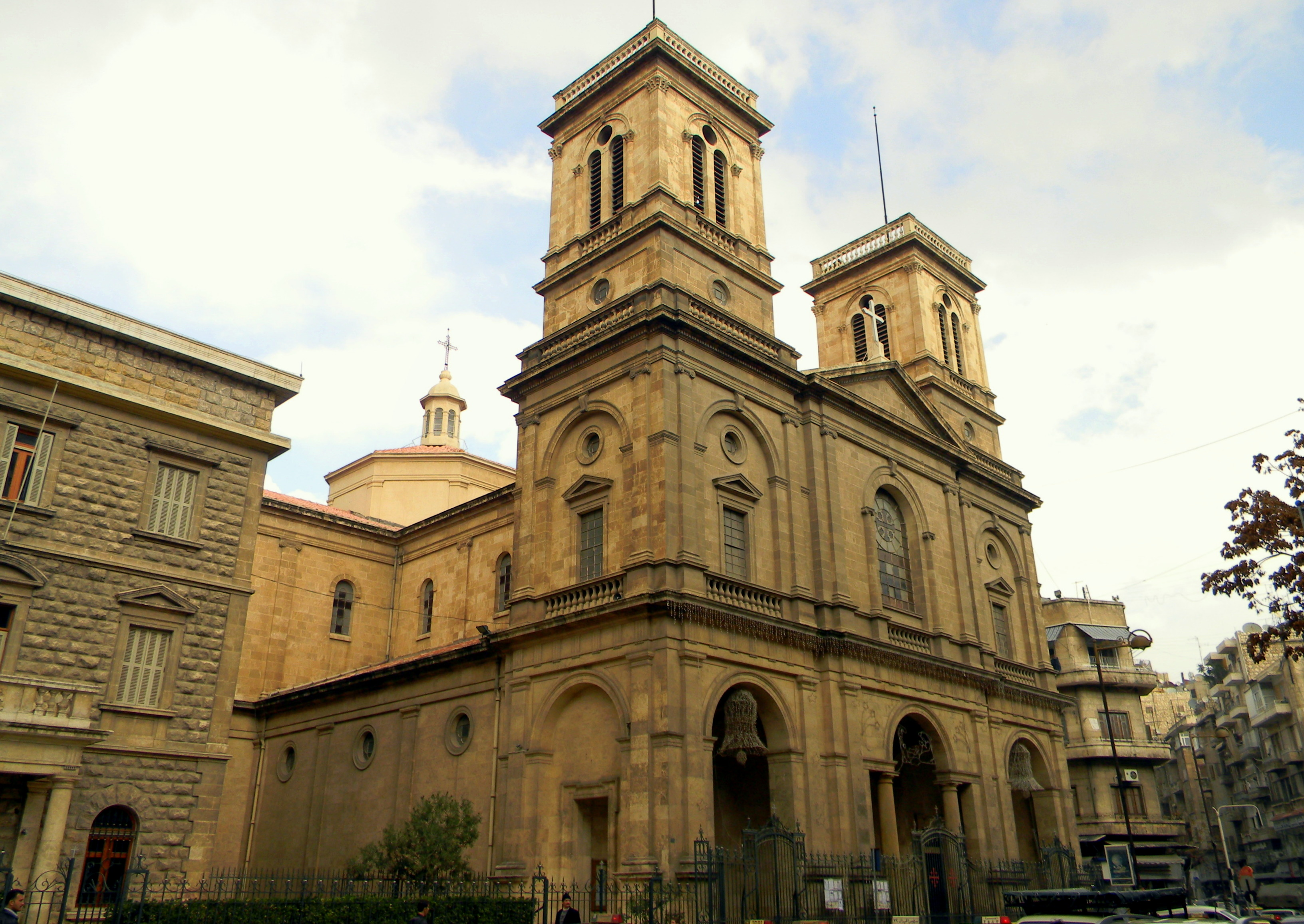
Franz-von-Assisi-Kathedrale, 2011

Die Franz-von-Assisi-Kirche (arabisch كنيسة القديس فرنسيس الأسيزي), auf Grund des lateinischen Ritus auch Lateinische Kirche (arabisch كنيسة اللاتين) genannt, ist eine Kirche und die ehemalige Kathedrale des Apostolischen Vikariats Aleppo der römisch-katholischen Kirche in der syrischen Stadt Aleppo. Sie befindet sich im Stadtteil Azizyeh.

## Geschichte
Die Franz-von-Assisi-Kirche wurde in den 1930er Jahren gebaut und 1937 als neue römisch-katholische Kathedrale des Apostolischen Vikariats Aleppo geweiht. Diesen Status verlor sie, als am 15. Januar 2011 die neue Jesuskind-Kathedrale geweiht wurde.
Am 25. Oktober 2015 gegen 17.50 Uhr wurde die Franz-von-Assisi-Kirche zur Zeit der Nachmittagsmesse, als sich etwa 400 Personen in ihr aufhielten, mit Artillerie beschossen. Nach Angaben des apostolischen Vikars Georges Abou Khazen und des Pfarrers Ibrahim Alsabagh war dies ein Versuch, möglichst viele Gottesdienstbesucher zu töten, der jedoch scheiterte, weil die Granate das Dach hinunterrutschte und erst an dessen Rand explodierte. Sechs Menschen wurden leicht verletzt und das Dach schwer beschädigt. Zu diesem Zeitpunkt war die Franz-von-Assisi-Kirche die einzige Kirche in der Gegend, die noch in Betrieb war, und auch nach dem Angriff fanden weiterhin Gottesdienste statt.